# Alfred Johansson (Fußballtrainer)
Erik Alfred Johansson (* 13. September 1990) ist ein schwedischer Fußballtrainer.

## Sportlicher Werdegang
Johansson arbeitete in der Jugendarbeit von Enköpings SK und Djurgårdens IF, ehe er 2015 erstmals als Nachwuchstrainer zum FC Kopenhagen stieß. 2018 kehrte er nach Schweden zurück und war zunächst U-13-Trainer und später U-17-Trainer beim AIK. Nach anderthalb Jahren verließ er den Klub und kehrte zum FC Kopenhagen zurück, der bisherige Chefscout Jesper Björk wurde sein Nachfolger. Auch in Dänemark übernahm er die U-17-Mannschaft des Klubs. Im September 2022 übernahm er die U-19-Mannschaft, nachdem deren bisheriger Trainer Hjalte Nørregaard in den Wettkampfmannschaft-Trainerstab des neuen Cheftrainers Jacob Neestrup aufgerückt war. Bereits im Oktober 2020 hatte er kurzzeitig Nørregaard bei der U-19-Mannschaft vertreten, als dieser nach der Trennung von Ståle Solbakken als Interimstrainer die Wettkampfmannschaft betreut hatte. Mit der Mannschaft trat er in der UEFA Youth League auf internationaler Ebene an. Im Wettbewerb 2023/24 wurde er mit ihr vor den Nachwuchsmannschaften des FC Bayern München und von Galatasaray Istanbul sowie Manchester United Gruppensieger und stellte dabei in der Gruppenphase mit 18 Treffern die beste Offensive aller teilnehmenden Mannschaften.
Im Dezember 2023 verließ Johansson den FC Kopenhagen, um beim norwegischen Klub Rosenborg BK mit einem sich bis Ende 2026 erstreckenden Vertrag den Cheftrainerposten zu übernehmen.